# Deathcar
"Deathcar" és el tercer senzill del segon àlbum de Fightstar, One Day Son, This Will All Be Yours, i va ser lliurat el 31 de desembre del 2007.

## Llista de pistes
VinylDisc
- Cara CD (CD Side)
- #"Deathcar"
- #"99" (En directe) ^
- #"Nerv/Seele"
- Cara Vinil (Vinyl Side)
- #"Shinji Ikari"

Descàrrega digital
1. "Deathcar"
2. "Deathcar" (En directe) ^

Exclusiva d'iTunes
1. "Deathcar"
2. "Nerv/Seele"
3. "Deathcar" (En directe) ^
4. "99" (En directe) ^

## Posició a les llistes
| Llista (2007)    | Posició |
| ---------------- | ------- |
| UK Singles Chart | 92      |
| UK Rock Chart    | 2       |
| UK Indie Chart   | 2       |

## Personal
- Charlie Simpson — Veu, Guitarra, Teclat
- Alex Westaway — Veu, Guitarra
- Dan Haigh — Baix
- Omar Abidi — Bateria, Percussió